# Ливонски рат
Ливонски рат вођен је у периоду од 1558. до 1583. године између Руског царства и Ливоније (Ливонског витешког реда), Пољске, Шведске и Данске ради излаза на Балтичко море.

## Увод
Савез Ливоније и Литваније навео је Ивана IV да крајем јануара 1558. године упадне са својом војском у источну Ливонију и заузме Нарву и Дорпат (Тарту). Пошто Шведска и Данска нису помогле Ливонском реду, овај се 1559. године ставља под конкордат Жигмунда II, пољског краља и литванског великог кнеза. Следеће године Русија осваја тврђаву Маријенреда, туче војску ливанског реда 2. августа код Ермеса, а после тронедељне опсаде заузима и тврђаву Фелин (Виљанди). Услед бојазни од даљих пораза, Ливонија се 1561. године потчињава Пољској. По том уговору Шведска је заузела Ревел (Талин) и северну Естонију. Тако се у даљим борбама Русији супротстављају Пољска, Литванија и Шведска.

### Предратна Ливонија
До средине 16. века, економски просперитетна Стара Ливонија постала је регион организован у децентрализовану и верски подељену Ливонску конфедерацију. Њене територије су чинили Ливонски огранак Тевтонског реда, кнежевске бискупије Дорпат (Тарту), Есел-Виек, као и Курландија, Ришка архиепископија и град Рига. Заједно са Ригом, градови Дорпат (Тарту) и Ревал (Талин), заједно са витешким имањима, уживали су привилегије које су им омогућавале да делују готово самостално.. Једине заједничке институције ливонских поседа биле су редовно одржаване заједничке скупштине познате као Ландтагови. Поред подељене политичке администрације, постојало је и упорно ривалство између ришког архиепископа и ландмајстера Реда за хегемонију. Раскол је постојао унутар Реда од када се реформација проширила на Ливонију током 1520-их, иако је трансформација земље у лутеранску регију био постепен процес, којем се одупирао део Реда који је у различитом степену остао наклоњен римокатолицизму. Како се рат приближавао, Ливонија је имала слабу администрацију подложну унутрашњим ривалитетима, недостајала јој је моћна одбрана или спољна подршка, и била је окружена монархијама које су водиле експанзионистичку политику. Роберт Фрост бележи нестабилну регију: „Уздрмана унутрашњим препиркама и угрожена политичким махинацијама својих суседа, Ливонија није била у стању да се одупре нападу.“
Редови Ландмајстер и Гебитигери, као и власници ливонских поседа, били су нижи племићи који су чували своје привилегије и утицај спречавајући стварање више, моћније племићке класе. Једино је Ришка архиепископија успешно савладала отпор ниже властеле. Вилхелм фон Бранденбург је именован за надбискупа Риге, а Кристоф фон Мекленбург за његовог коадјутора, уз помоћ свог брата Алберта (Албрехта) од Бранденбург-Ансбаха, бившег пруског хохмајстера који је секуларизовао државу јужног Тевтонског реда и успоставио се као војвода у Пруској 1525. године. Вилхелм и Кристоф је требало да следе Албертове интересе у Ливонији, међу којима је било и успостављање наследног ливонског војводства стилизованог по пруском моделу. Истовремено, ред је агитовао за његово поновно успостављање („Рекуперација“) у Пруској, противио се секуларизацији и стварању наследног војводства.

## Рат
Руска војска је 1563. године заузела Полоцк, али је 1564. године претрпела пораз на реци Ули. Иван се споразумео са Магнусом, братом данског краља Фредерика II и прогласио га 1569. године ливонским краљем. Пошто је завршила рат са Данском, Шведска се окреће против Русије. Жигмунд покушава да увуче Кримски канат и Турску у рат против Русије. Иван је избегао рат са Турском, а поход Кримског каната на Москву се завршио неуспехом. Руска војска је у периоду 1572-1577 заузела готово целу Естонију и 1575. године Пернов, луку на Балтичком мору, а 1577. године Иван је кренуо са великом војском из Пскова у јужну Ливонију и заузео Маријенхаузен, Режицу, Даугавпилс и друге градове. Трансилванијски војвода Батори који је изабран за пољског краља, креће 1579. године у поход ради освајања западних области Русије. У то време Швеђани освајају Нарву, важну трговачку луку. После неуспешне опсаде Пскова 1581. године, Батори склапа 1582. године мир у Јам-Запољском по коме је Русија уступила Пољској Ливонију на 10 година. Идуће године Русија склапа мир са Шведском по коме је Шведској припала северна Естонија са Ревелом и Нарвом.